# Opophytum
Opophytum là chi thực vật có hoa trong họ Aizoaceae.